# Damien Duff
Damien Anthony Duff (født 2. marts 1979 i Ballyboden, Dublin) er en irsk tidligere fodboldspiller, der spillede som wing.

## Karriere
Duffs karriere startede i Blackburn Rovers, hvor kantspilleren spillede i syv år. En række stærke præstationer i klubregi, og især under verdensmesterskaberne i 2002, sikrede Duff en kontrakt med Chelsea forud for 2003/04-sæsonen. Duffs Chelsea-karriere blev slået i stykker af en række skader, og i 2006 blev han solgt til Newcastle for 5 mio. pund – under en tredjedel af den pris Chelsea betalte. Efter at Newcastle rykkede ned i The Championship skiftede Duff, i sommeren 2009, til Fulham, hvor han hurtigt er gået hen og blevet en fanfavorit. Danske roligans husker især Duff for en landskamp i 2002, hvor Duff vandt samtlige dueller mod Thomas Rytter og driblede udenom den danske forsvarsspiller 7 gange i træk.